# 河边正三
河边 正三（日语：河辺 正三；1886年12月5日 - 1965年3月2日），富山县人，日本帝国时代陆军大将。日本陆军士官学校第19期生，日本陆军大学第24期次席。历任中国派遣军总参谋长，缅甸方面軍司令官，航空总军司令官兼航空本部长。

## 生平
- 1907年 日本陆军士官学校毕业，任步兵35聯隊少尉
- 1910年 步兵中尉
- 1917年 步兵大尉，步兵第35聯隊中队长
- 1923年 步兵少佐
- 1927年 步兵中佐，陆军大学教官
- 1929年 驻德国大使馆武官
- 1931年 步兵大佐
- 1932年 步兵第6聯隊联队长
- 1933年 陸軍步兵學校教导联队长
- 1936年 陆军少将，支那驻屯军步兵旅团长
- 1937年 北支那方面军副参谋长
- 1938年 中支那方面軍参谋长
- 1939年 陆军中将
- 1940年 第12师团长
- 1941年 第3军司令官
- 1942年 支那派遣军总参谋长
- 1943年 緬甸方面軍司令官
- 1944年 中部军司令官
- 1945年 陆军大将，航空总军司令官兼航空本部长，11月转入预备役，12月被收押于巢鸭监狱（未起诉）